# GNU Taler
GNU Taler は、フランス国立情報学自動制御研究所 (INRIA) において開発されている電子決済システムである。支払い者の匿名性は確保されるが、受取者の追跡は可能となっており、課税当局による収入把握が容易で闇取引に利用されないとする。またビットコインなどとは異なり独自の通貨単位を用いない。暗号化された「コイン」と呼ばれる交換媒体を用いるが、これは既存の通貨建ての準備金に裏書きされたものであり、新しい通貨ではないため相場変動リスクを回避できる。